# Liste der Biografien/Brob
Liste der Biografien |
Portal Biografien |
Personensuche
# |
A |
B |
C |
D |
E |
F |
G |
H |
I |
J |
K |
L |
M |
N |
O |
P |
Q |
R |
S |
T |
U |
V |
W |
X |
Y |
Z |
?
 
Ba |
Be |
Bd |
Bg |
Bh |
Bi |
Bj |
Bl |
Bm |
Bn |
Bo |
Br |
Bs |
Bu |
Bw |
By |
Bz
 
Bra |
Brc |
Brd |
Bre |
Brg |
Bri |
Brj |
Brk |
Brl |
Brn |
Bro |
Brp–Brt |
Bru |
Brv |
Bry |
Brz
 
Broa |
Brob |
Broc |
Brod |
Broe |
Brof |
Brog |
Broh |
Broi |
Broj |
Brok |
Brol |
Brom |
Bron |
Broo |
Brop |
Broq |
Bror |
Bros |
Brot |
Brou |
Brov |
Brow |
Brox |
Broy |
Broz
Die Liste der Biografien führt alle Personen auf, die in der deutschsprachigen Wikipedia einen Artikel haben. Dieses ist eine Teilliste mit 14 Einträgen von Personen, deren Namen mit den Buchstaben „Brob“ beginnt.

## Brob

### Brobb
- Brobbey, Brian (* 2002), niederländisch-ghanaischer FußballspielerBrian Brobbey (* 2002)

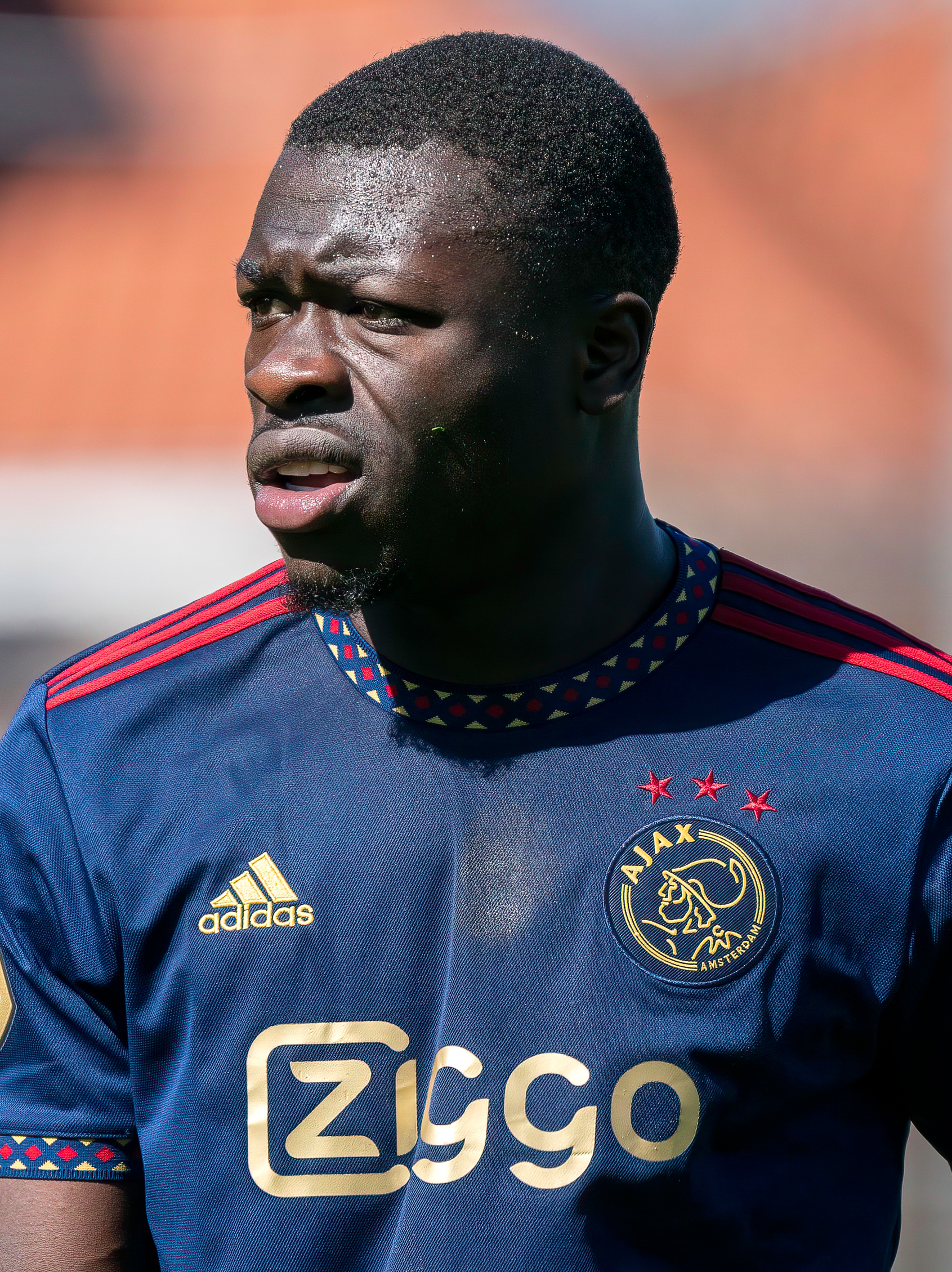
Brian Brobbey (* 2002)

- Brobbey, Stephen Alan, ghanaischer Richter

### Brobe
- Brobeil, Wolfgang (1911–1981), deutscher Journalist
- Broben, Brittany (* 1995), australische Wasserspringerin
- Broberg, Beinta († 1752), Färingerin
- Broberg, Bosse (1937–2023), schwedischer Jazztrompeter
- Broberg, David (* 1928), grönländischer Landesrat
- Broberg, Lily (1923–1989), dänische Schauspielerin
- Broberg, Martin (* 1990), schwedischer Fußballspieler
- Broberg, Pele (* 1972), grönländischer Politiker (Naleraq), Pilot und Unternehmer
- Broberg, Randi (* 1978), grönländische Politikerin (Partii Inuit), Sängerin und Filmproduzentin
- Broberg, Tabitha (1833–1902), grönländische botanische Sammlerin
- Broberg, Tejs (* 1976), dänischer Skirennläufer

### Brobs
- Brobst von Effelt, Niklas, Notar, Stadtschreiber